# Trechalea bucculenta
Espèce
Synonymes
- Hesydrus bucculentus Simon, 1898
- Trechalea cezariana Mello-Leitão, 1931

Trechalea bucculenta est une espèce d'araignées aranéomorphes de la famille des Trechaleidae.

## Distribution
Cette espèce se rencontre en Colombie, en Bolivie, au Brésil et en Argentine dans la province de Misiones,.

## Description
La carapace du mâle décrit par Carico en 1993 sous le nom Trechalea cezariana mesure 9,65 mm de long sur 9,35 mm de large et l'abdomen 8,0 mm de long et celle de la femelle mesure 9,6 mm de long sur 9,8 mm de large et l'abdomen 12,25 mm de long.

## Publication originale
- Simon, 1898 : Descriptions d'arachnides nouveaux des familles des Agelenidae, Pisauridae, Lycosidae et Oxyopidae. Annales de la Société entomologique de Belgique, vol. 42, p. 1-34 (texte intégral).